# Brienomyrus
Brienomyrus ist eine Gattung afrikanischer Süßwasserfische aus der Familie der Nilhechte (Mormyridae). Die Gattung ist in Afrika weit verbreitet und kommt in Westafrika vom Senegal bis zum Kongobecken und zum Weißen Nil vor.

## Merkmale
Brienomyrus-Arten werden 7,7 bis 16 Zentimeter lang. Ihr Körper ist langgestreckt und seitlich abgeflacht. Die Körperhöhe beträgt 15 bis 24 % der Standardlänge. Rücken- und Bauchlinie sind über einen großen Teil der Körperlänge parallel. Rücken- und Afterflosse sitzen in der hinteren Körperhälfte, wobei die Afterflosse länger ist als die Rückenflosse. Die Afterflosse beginnt vor dem Rückenflossenansatz und endet hinter dem Rückenflossenende. Die lange Afterflosse von Brienomyrus ist das deutlichste Unterscheidungsmerkmal zur ähnlichen Gattung Paramormyrops. Der Kopf macht 15 bis 22 % der Standardlänge aus. Die Schnauze ist nicht röhrenförmig, sondern abgerundet. Das Maul ist endständig oder unterständig und mit fünf zweispitzigen oder eingebuchteten Zähnen im Oberkiefer und sechs ebensolchen Zähnen im Unterkiefer besetzt. Wie alle Nilhechte sind Brienomyrus-Arten zur Elektrokommunikation und Elektroorientierung fähig. Das „Kinn“ ist mit Elektrorezeptoren ausgestattet, steht aber nicht vor. Die Nasenöffnungen stehen deutlich auseinander auf halber Strecke zwischen Augen und Schnauzenspitze. Das seitliche Siebbein ist reduziert oder fehlt. Rund um den Schwanzflossenstiel zählt man 12 Schuppen. Die Fische sind unscheinbar, meist einfarbig gräulich oder bräunlich gefärbt.

## Arten
Die Anzahl der zur Gattung Brienomyrus gestellten Arten schwankt je nach Quelle. Nach der Diagnose der Gattung durch Stiassny, Teugels und Hopkins (2007) und DeeplyFish gehören nur noch zwei Arten der Gattung an:
- Kurzkopf-Nilhecht (Brienomyrus brachyistius) (T. N. Gill, 1862)
- Schmaler Nilhecht (Brienomyrus longianalis) (Boulenger, 1901)

Nach FishBase kommt eine weitere Spezies hinzu:
- Brienomyrus adustus (Fowler, 1936)

Strittig sind:
- Brienomyrus niger (Günther, 1866)
- Brienomyrus sphekodes (Sauvage, 1879)